# Erik Granfelt (konstnär)
Pär Erik Granfelt, född 1 november 1919 i Jäskis, död 14 februari 1990 i Helsingfors, var en finländsk målare och grafiker. 
Granfelt studerade vid Fria målarskolan 1946–1950 under ledning av bland andra Sam Vanni och Unto Pusa. Han debuterade på De ungas utställning 1947. Han tillhörde den första unga efterkrigsgenerationen, som var mycket mottaglig för moderna intryck, och trivdes utmärkt i kretsen av likasinnade i Fria målarskolan. Han kom från början att följa en figurativ och kubistisk linje i den tidiga franska kubismens anda, men påverkades vid sidan av äldre och samtida franska konstnärer även bland annat av Karl Isaksons konst. Människan stod alltid i förgrunden bland Granfelts motiv, som figur eller i grupp. Kompositioner med mor och barn för tankarna till sakral konst. Bland hans offentliga konstverk märks främst en altarmålning med motiv ur Johannesevangeliets första kapitel i Sockenbacka kyrka i Helsingfors. Upplevelsen av en Piet Mondrian-utställning i Paris 1969 inspirerade honom att måla långt abstraherade stilleben och landskap med byggnader, motiv som delvis funnits i hans undermedvetna sedan många år tillbaka. Han ställde ofta ut tillsammans med Per Stenius, Anitra Lucander och Rafael Wardi, som han konstnärligt var starkt befryndad med. Han tilldelades Pro Finlandia-medaljen 1968.